# Приймак Андрій Іванович
Андрій Іванович Приймак (7 грудня 1941, місто Дніпродзержинськ, тепер місто Кам'янське Дніпропетровської області — 2 березня 1997, місто Дніпродзержинськ, тепер місто Кам'янське Дніпропетровської області) — український радянський партійний діяч, 1-й секретар Дніпродзержинського міського комітету КПУ Дніпропетровської області. Член ЦК КПУ в 1981—1990 роках. Депутат Верховної Ради УРСР 11-го скликання.

## Біографія
У 1959—1962 роках — слюсар ремонтно-механічного цеху Дніпродзержинського вагонобудівного заводу імені газети «Правда».
У 1962—1965 роках — служив у Радянській армії.
Член КПРС з 1964 року.
З 1965 року — слюсар новопрокатного цеху, старший оператор сортопрокатного цеху Дніпровського металургійного заводу імені Дзержинського у місті Дніпродзержинську.
Закінчив Дніпродзержинський індустріальний інститут імені Арсеничева.
У 1973—1977 роках — звільнений секретар партійної організації сортопрокатного цеху, у 1977—1979 роках — заступник секретаря партійного комітету Дніпровського металургійного заводу імені Дзержинського. У 1979—1980 роках — заступник начальника, начальник сортопрокатного цеху Дніпровського металургійного комбінату імені Дзержинського.
У 1980—1985 роках — секретар партійного комітету Дніпровського металургійного комбінату імені Дзержинського.
У 1985—1989 роках — 1-й секретар Дніпродзержинського міського комітету КПУ Дніпропетровської області.

## Нагороди
- ордени
- медалі